# Joey Olivier
Joey S. Olivier (* 20. Jahrhundert; † 20. oder 21. Jahrhundert) war eine Politikerin in Südwestafrika.
1986 war Olivier kurzfristig Bürgermeisterin von Windhoek. Bereits seit den 1970er Jahren war sie Stadtratsmitglied der heutigen namibischen Hauptstadt.
Olivier war eine klare Anhängerin der Apartheid, was sie durch diverse Aussagen als Stadtratsmitglied deutlich machte.